# Части речи в русском языке

Круговая схема частей речи современного русского языка. Плакат, выпущенный к 330-летию издания первой русской иллюстрированной Азбуки Кариона Истомина

Современная классификация частей речи в русском языке в основе своей является традиционной и опирается на учение о восьми частях речи в античных грамматиках. 

## Классификация частей речи
В «Российской грамматике» 1755 года Михаил Ломоносов выделял две главные, или знаменательные части речи: имя и глагол, и шесть служебных частей речи: местоимение, причастие, наречие, предлог, союз и междометие.
«Русская грамматика» Александра Востокова (1831 года) предлагала деление на восемь частей речи и выделенное из имени прилагательное, а причастия рассматриваются как разновидность прилагательных.
Фёдор Буслаев в труде 1858 года «Опыт исторической грамматики» сохраняет прежнее количество частей речи и их деление на знаменательные или самостоятельные (имя существительное, имя прилагательное и глагол, за исключением вспомогательного, который отнесён к служебным словам) и служебные (местоимение, имя числительное, предлог, союз, наречие и междометие).
В книге «Из записок по русской грамматике» Александра Потебни 1874 года к знаменательным частям («лексическим словам») отнесены глагол, имя существительное, имя прилагательное и наречие; к служебным («формальным словам») — союзы, предлоги, частицы и вспомогательные глаголы; отдельно рассматриваются местоимения.
Курс «Сравнительное языковедение» Филиппа Фортунатова (1901—1902 гг.) не имел традиционного деления слов на части речи, а грамматические разряды выделяются там по формальным признакам:
- полные слова: глаголы, существительные, прилагательные, инфинитив, наречие, которые подразделяются на спрягаемые, склоняемые и несклоняемые;
- частичные слова;
- отдельно стоят междометия.

Схема Александра Пешковского близка к фортунатовской: выделяются глагол, имя существительное, имя прилагательное, причастие, наречие, деепричастие и инфинитив. Местоимения и числительные Пешковским не выделяются в самостоятельные части речи, служебные слова рассматриваются только в синтаксическом плане.
Алексей Шахматов связывал учение о частях речи с синтаксисом и выделял 14 частей речи:
- знаменательные: существительное, прилагательное, глагол и наречия неместоименные и нечислительные;
- незнаменательные: числительное, местоименные существительные, местоименные прилагательные, местоименные наречия;
- служебные: предлог, связка, союз, префикс, частица;
- отдельно междометие.

В классификации Василия Богородицкого семантические и синтаксические признаки преобладают над морфологическими. Выделяются слова с самостоятельным собственным значением: имя существительное, глагол, личное местоимение; слова с меньшей степенью самостоятельности: имена прилагательные, имена числительные, местоимения определительно-указательные, причастия, наречия, деепричастия; слова без собственного значения: предлоги и союзы;
отдельно выделены междометия.
Лев Щерба отличал слова знаменательные: существительные, прилагательные, наречия, слова количественные, категория состояния, глагол; слова служебные: связки, предлоги, союзы; и междометия.
В трудах Виктора Виноградова части речи выделены следующим образом: имя существительное, имя прилагательное, имя числительное, местоимение — в состоянии разложения, глагол, наречие, категория состояния. Кроме них Виноградов определял частицы речи: частицы в собственном смысле, частицы-связки, предлоги, союзы; модальные слова; междометия.
Статья «О частях речи в русском языке» Михаила Панова (1960 года) содержала деление на:
- существительные, глагол, деепричастие, прилагательные и наречия;
- числительные и местоимения распределяются по другим частям речи;
- частицы речи и междометия, находящиеся вне системы частей речи.

Евгении Середе принадлежит круговая модель классификации частей речи, учитывающая все явления переходности современного русского языка и примирившая позиции представителей практической и общей лингвистики, а также совместившая полевой и ступенчатый принципы дифференциации. Эта круговая модель предполагает тройственный характер частей речи в современном русском языке: самостоятельные — служебные — сентиметивные (междометия и звукоподражания). Такие синкретичные части речи, как местоимение и модальные слова расположены в этой модели на стыке самостоятельных и служебных (местоимения) или самостоятельных и сентиметивных (модальные слова) частей речи, а на стыке служебных и сентиметивных частей речи расположены частицы, отличающиеся своей модальностью от других служебных слов (союзов и предлогов).

## Части речи, различаемые в современном русском языке
- Самостоятельные части речи
  - Имя существительное
  - Имя прилагательное
  - Имя числительное
  - Местоимение
  - Глагол
  - Наречие
  - Предикатив (слова категории состояния)
  - Причастие
  - Деепричастие
- Служебные части речи
  - Предлог
  - Союз
  - Частица
- Сентиметивные части речи
  - Модальные слова
  - Междометия
  - Звукоподражательные слова